# Сан-Дзено-Навильо
Сан-Дзено-Навильо (итал. San Zeno Naviglio) — коммуна в Италии, располагается в провинции Брешиа области Ломбардия.
Население составляет 3812 человека, плотность населения составляет 632 чел./км². Занимает площадь 6 км². Почтовый индекс — 25010. Телефонный код — 030.
Покровителем коммуны почитается святой Зенон Веронский. Праздник ежегодно празднуется 9 декабря.